# Spoorlijn Brügge - Lüdenscheid
De spoorlijn Brügge - Lüdenscheid is een Duitse spoorlijn en is als spoorlijn 2813 onder beheer van DB Netze.

## Geschiedenis
Het traject werd door de Bergisch-Märkische Eisenbahn-Gesellschaft geopend op 15 juli 1880.  

## Treindiensten
De Deutsche Bahn verzorgt het personenvervoer op dit traject met RB treinen.
| Serie | Treinsoort                  | Route                                                                                                 | Bijzonderheden                                               |
| ----- | --------------------------- | --- | ------------------------------------------------------------ |
| RB 52 | Regionalbahn (DB Regio NRW) | Lüdenscheid – Brügge (Westf) – Schalksmühle – Hagen Hbf – Herdecke – Dortmund Tierpark – Dortmund Hbf | Volmetal-Bahn zondagmorgen 1x per twee uur Hagen-Lüdenscheid |

## Aansluitingen
In de volgende plaats is er een aansluiting op de volgende spoorlijn:
BrüggeDB 2810, spoorlijn tussen Hagen en Dieringhausen